# Molophilus varuna
Molophilus varuna är en tvåvingeart som beskrevs av Alexander 1969. Molophilus varuna ingår i släktet Molophilus och familjen småharkrankar. Inga underarter finns listade i Catalogue of Life.